# ロマンティック・クリスマス
『ロマンティック・クリスマス』は、日本のコンピレーション・アルバム。2009年11月11日発売。

## 概要
レコードレーベルの枠を超えて、J-POPのクリスマス・ソングを幅広く集めたコンピレーション・アルバム。
Disc 1は「Female Side（女性ヴォーカル曲）」、Disc 2は「Male Side（男性ヴォーカル曲）」を収録。
初回仕様はキラキラ・スリーブ仕様。

## 収録曲

### Disc 1
1. クリスマス・イブ／JUJU
2. 遠い街のどこかで…／中山美穂
3. Pearl-White Eve／松田聖子
4. 白のワルツ／今井美樹
5. クリスマスの夜 ～2003 Version～／岡村孝子
6. 一緒に・・・／MAX
7. 恋バス／矢井田瞳 & 恋バスBAND with 小田和正
8. ジン ジン ジングルベル／森高千里
9. angel song -イヴの鐘-／the brilliant green
10. パーティーをぬけだそう!／忌野清志郎と篠原涼子
11. DING DONG／プリンセス・プリンセス
12. スノーフレイクの街角／杏里
13. LAST CHRISTMAS SONG／浜田麻里
14. Xmas present／古内東子
15. サイレント・イヴ／辛島美登里
16. ラスト・クリスマス（Last Christmas）／かの香織

### Disc 2
1. クリスマスキャロルの頃には／稲垣潤一
2. Christmas Time In Blue（Original Version）／佐野元春
3. 星屑の街／ゴスペラーズ
4. I LOVE YOU／徳永英明
5. CHRISTMAS FOR YOU／前田亘輝
6. 雪が降る町／UNICORN
7. Christmas time／DEEN
8. Sentimental Christmas／浜田省吾
9. 最後のHoly Night／杉山清貴
10. Merry Chistmas Go Round／GWINKO&大沢誉志幸
11. KANのChristmas Song／KAN
12. 特別な一日 ～a special day～／鈴木雅之
13. クリスマスなんて大嫌い!! なんちゃって／CRAZY KEN BAND
14. 白いクリスマス／JUN SKY WALKER(S)
15. 世界にMerry X'mas／CHAGE and ASKA
16. SILENT NIGHT～WHITE CHRISTMAS／STARDUST REVUE